# 1709 у літературі
Стаття є списком літературних подій та публікацій у 1709 році.

## Події
- Лютий — моряка Александра Селкірка знайдено на безлюдному острові, де він прожив 4 роки, та повернено на батьківщину. Даніель Дефо використав цю історію як основу для свого роману «Робінзон Крузо» написаного у 1719 році.

## Народились
- 18 вересня — Семюел Джонсон, англійський критик, лексикограф і поет (помер в 1784).

## Померли
- 4 вересня — Жан Франсуа Рен'яр, французький поет і драматург (народився в 1655).
- 8 грудня — Тома Корнель, французький драматург (народився в 1625).